# Personenkraftwagen

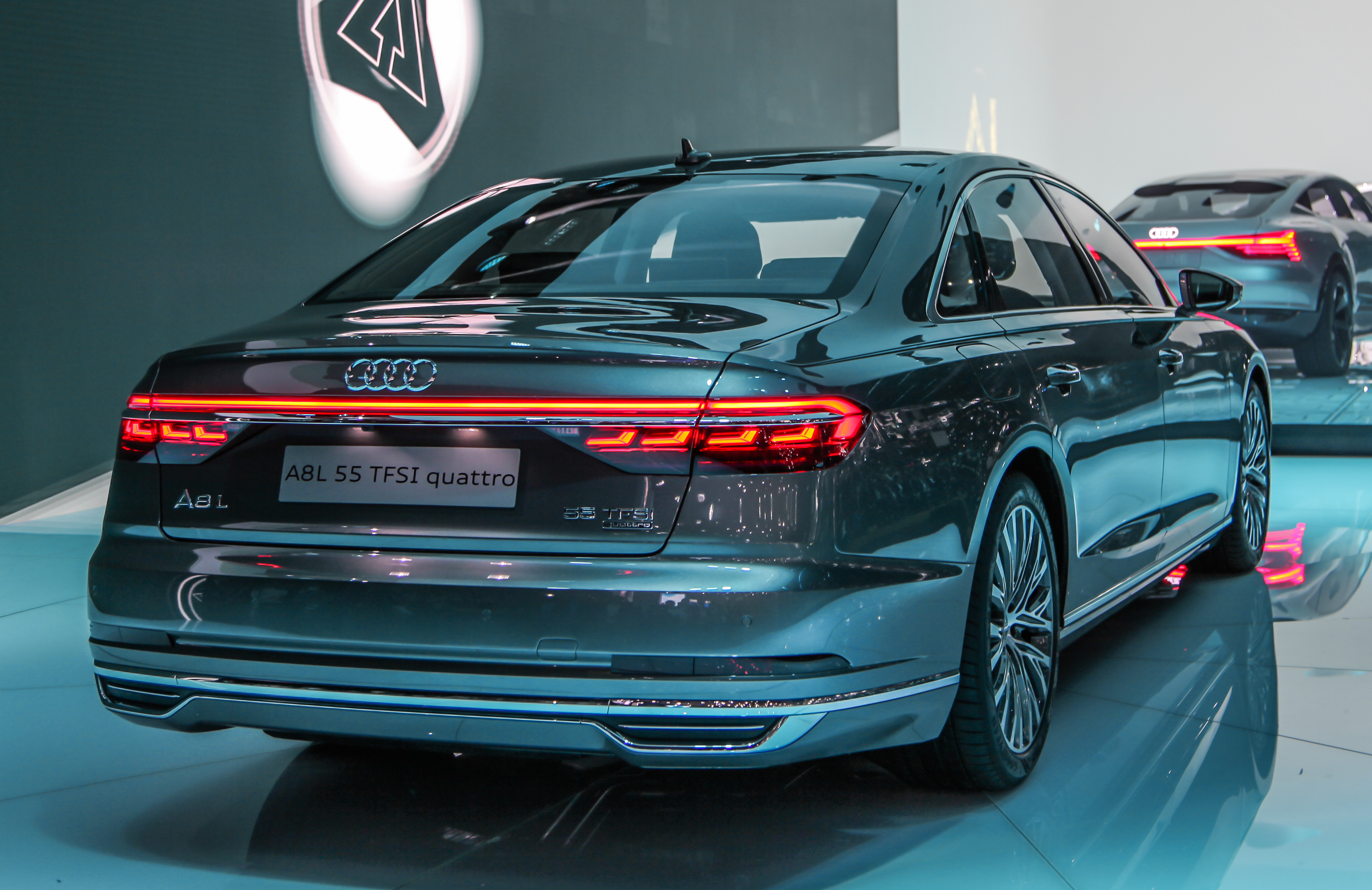
Beispiel eines Personenkraftwagens: ein Audi A8L

Ein Personenkraftwagen (abgekürzt Pkw), in der Schweiz Personenwagen (PW), ist ein mehrspuriges, für die Teilnahme am öffentlichen Straßenverkehr zugelassenes Fahrzeug mit eigenem Antrieb zum vorwiegenden Zweck der Personenbeförderung. Im Alltag werden Personenkraftwagen auch Auto (kurz für Automobil) bzw. technisch Kraftwagen genannt. Die meisten Pkw werden im Individualverkehr verwendet. Busse und Lastkraftwagen (Lkw) gelten nicht als Pkw.

## Definitionen

### Europäische Union
Personenkraftwagen sind Fahrzeuge zur Personenbeförderung mit mindestens vier Rädern nach der Richtlinie 2007/46/EG. Es sind – etwa in Deutschland nach der gesetzlichen Definition in § 4 Abs. 4 PBefG – Kraftfahrzeuge, die nach ihrer Bauart und Ausstattung zur Beförderung von nicht mehr als neun Personen (einschließlich Fahrzeugführer) geeignet und bestimmt sind. Dies entspricht der Klasse M1 der Richtlinie 2007/46/EG. Des Weiteren zählen sie zu den mehrspurigen Fahrzeugen, die nur auf dafür vorgesehenen Verkehrsflächen geführt werden dürfen.
Rechtliche Voraussetzung, einen Personenkraftwagen zu führen, ist – heute EU-weit einheitlich – ein  Führerschein, und eine Fahrerlaubnis der Klasse B (was allgemein zum Führen von Kraftfahrzeugen unter 3,5 Tonnen und maximal acht Sitzen zusätzlich zum Fahrersitz berechtigt). Ausnahmen gibt es für drei- bzw. vierrädrige Leichtfahrzeuge, soweit man diese als Personenwagen versteht. Rechtliche Voraussetzung, den Personenkraftwagen im Straßenverkehr einzusetzen, ist außerdem die Zulassung zum Straßenverkehr (Zulassungsbescheinigungen und Kraftfahrzeugkennzeichen).
Die höchstzulässige Zahl der in einem Pkw zu befördernden Personen ist seit 2009 gesetzlich festgelegt. Danach dürfen nur noch so viele Personen befördert werden, wie Sicherheitsgurte im Auto vorhanden sind. Bei Fahrzeugen ohne Sicherheitsgurte (zum Beispiel Oldtimer) sind maximal so viele Mitfahrer erlaubt, wie es laut Fahrzeugpapieren Sitzplätze gibt (§ 21 Abs. 1 StVO).
Pkw-Modelle werden in verschiedene Fahrzeugklassen und Bauarten eingeteilt.
Nota bene (Hinweis) zum Wortgebrauch: Bei der Abkürzung kann der Genitiv laut Duden ohne oder mit s gebildet werden: des Pkw oder des Pkws. Dasselbe gilt für den Plural: die Pkw oder die Pkws.

### Schweiz
Gemäß Art. 11 Abs. 2a VTS ist ein Personenwagen (PW) ein leichtes Automobil, amtlich Motorwagen, der Klasse M1 gemäss Richtlinie 2007/46/EG zum Personentransport mit höchstens neun Sitzplätzen einschliesslich Führer bis 3500 Kilogramm. Der entsprechende Begriff lautet im Schweizer Recht im französischen voiture de tourisme und im italienischen automobil. Die Definition lehnt sich, da auf die EG-Klasse M1 verwiesen wird, an die EU-Definition an, ergänzt um einige Besonderheiten, beispielsweise sind Lichter amerikanischer Bauart wie rote Blinklichter (Anhang 10 VTS) zugelassen.

## Verbote von Verbrennungsmotoren
Mehrere Länder planen Verbote für Personenkraftwagen mit Verbrennungsmotor. Die folgende Tabelle gibt eine Übersicht.
| Land                   | Region         | Beginn         | Diesel      | Benzin      | Verbotsart       |
| ---------------------- | -------------- | -------------- | ----------- | ----------- | ---------------- |
| Äthiopien              | landesweit     | 2024[veraltet] | roter Kreis | roter Kreis | Importverbot     |
| Belgien                | Brüssel        | 2030           | roter Kreis |             | Fahrverbot       |
| Volksrepublik China    | Provinz Hainan | 2019           | roter Kreis | roter Kreis | Verkaufsverbot   |
| Dänemark               | landesweit     | 2030           | roter Kreis | roter Kreis | Verkaufsverbot   |
| Frankreich             | landesweit     | 2040           | roter Kreis | roter Kreis | Verkaufsverbot   |
| Vereinigtes Königreich | landesweit     | 2040           | roter Kreis | roter Kreis | Verkaufsverbot   |
| Irland                 | landesweit     | 2030           | roter Kreis | roter Kreis | Zulassungsverbot |
| Island                 | landesweit     | 2030           | roter Kreis | roter Kreis | Zulassungsverbot |
| Israel                 | landesweit     | 2030           | roter Kreis | roter Kreis | Verkaufsverbot   |
| Italien                | Rom            | 2024           | roter Kreis |             | Fahrverbot       |
| Niederlande            | landesweit     | 2030           | roter Kreis | roter Kreis | Zulassungsverbot |
| Norwegen               | Oslo           | 2025           | roter Kreis | roter Kreis | Fahrverbot       |
| Spanien                | landesweit     | 2050           | roter Kreis | roter Kreis | Fahrverbot       |
| Schweden               | landesweit     | 2030           | roter Kreis | roter Kreis | Verkaufsverbot   |
| Taiwan                 | landesweit     | 2040           | roter Kreis | roter Kreis | Fahrverbot       |
| Vereinigte Staaten     | Kalifornien    | 2035           | roter Kreis | roter Kreis | Verkaufsverbot   |

Am 14. Februar 2023 beschloss das Europäische Parlament, dass ab 2035 nur noch emissionsfreie Fahrzeuge zugelassen werden. Die Zustimmung des Rates der Europäischen Union erfolgte im März 2023. Die EU-Mitgliedstaaten haben am 28. März 2023 ihre Zustimmung gegeben. Es sollen neben Elektroautos nur noch Neuwagen mit Verbrennungsmotoren für klimaneutrale Kraftstoffe (E-Fuels) zugelassen werden. In der Schweiz wurde ein Verkaufsverbot von neuen Autos und leichten Nutzwagen mit Verbrennungsmotor ab dem Jahr 2035 am 15. März 2023 vom Nationalrat abgelehnt.

## Wirkungsgrade und Emissionen eines PKW

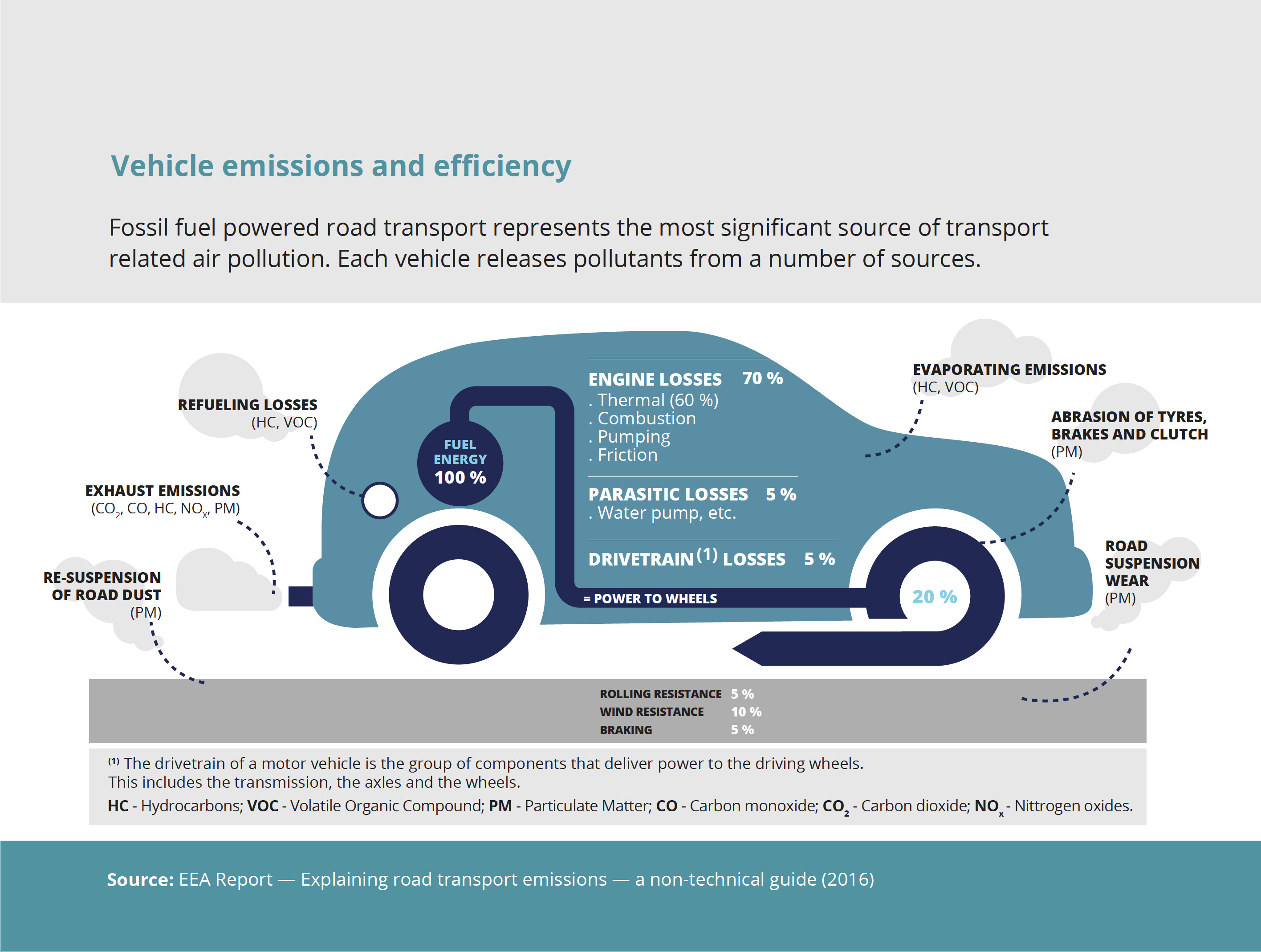
PKW-Wirkungsgrade und -Emissionen.

Ein PKW mit Verbrennungsmotor muss hinsichtlich seines Wirkungsgrades und seiner Emissionen verschiedene Quellen berücksichtigen. Ein großer Teil der Verluste, die aus dem Verbrennungsvorgang, fallen bei Elektrofahrzeugen weg. Allerdings können beim Elektrofahrzeug erhebliche Verluste und Emissionen bei der Erzeugung der elektrischen Energie außerhalb des Fahrzeugs hinzukommen. Verluste durch Rollwiderstand, bzw. Emissionen wie Abrollgeräusche oder Flächenverbrauch ändern sich bei Elektrofahrzeugen kaum.
Emissionen eines PKW:
Gasförmig:
- Abgase (giftig/klimaschädlich)
- Treibstoffemissionen flüchtiger Bestandteile (Verdunstung)

Partikel:
- Feinstaubemission durch Ruß oder aus der Abgasnachbehandlung
- Reifenabrieb
- Bremsenabrieb

Geräusch:
- Motorlärm
- Windgeräusche
- Reifenabrollgeräusche